# Lower Chehalis
Lower Chehalis, kolektivni termin za nekoliko Salishan-plemena sa donjeg toka rijeke Chehalis u zapadnom Washingtonu. Hodge u njih ubraja Indijance Satsop, Wenatchee, Whiskah, Humptulips i druge manje skupine koje ne imenuje. Ford ovaj termin ograničava (u Ind. Aff. Rep 1857 i 1858) tek na plemena Grays Harbora. Jezik Lower Chehalis je nestao dok se kod Upper Chehalisa, od kojih se razlikuju i po tome što nisu imali konje, ušćuvao do danas. Pripadaju im sela i plemena: Chiklisilkh, Copalis, Hoquiam, Hooshkal, Humptulips, Kishkallen, Klimmim, Klumaitumsh, Nickomin, Nooachhummilh, Noohooultch, Nookalthu, Noosiatsks, Nooskoh, Wynoochee i Wishkah. Pleme Satsop donekle se razlikuje od ostalih skupina.

## Vanjske poveznice
- Washington Indian Tribe History  Arhivirana inačica izvorne stranice od 12. svibnja 2008. (Wayback Machine)